# Loralai
Loralai (Bori o Lorali) és una ciutat del Pakistan, província de Balutxistan, capital del districte de Loralai. Antigament fou coneguda com a Bori quan la capital era Duki. Està habitada principalment per les tribus paixtus dels nasars, kakars i altres. Fou establerta com a campament militar el 1886 i declarada capital de l'agencia i després districte de Loralai. El 1901 tenia 3.561 habitants. La població al cens del 1998 era de 31.925 habitants.
Pel riu conegut com a Loralai, vegeu Nari